# Serbin

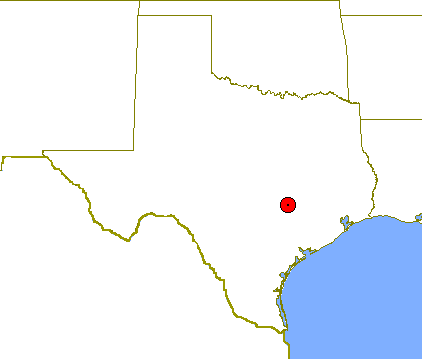
Serbin

Serbin to miejscowość w stanie Teksas, USA (w 2000 r. liczyła 90 mieszkańców), w hrabstwie Lee, w odległości 80 km na wschód od stolicy stanu Austin, założona w połowie XIX wieku przez emigrantów serbołużyckich z Niemiec.
Pierwszych kilku emigrantów serbołużyckich dotarło do Teksasu w 1849. W 1854 kolejna 600-osobowa grupa protestanckich Serbołużyczan pod przywództwem pastora Johanna Kiliana przybyła do Teksasu. Powodem ich wyjazdu z Niemiec była dyskryminacja ludności serbołużyckiej.

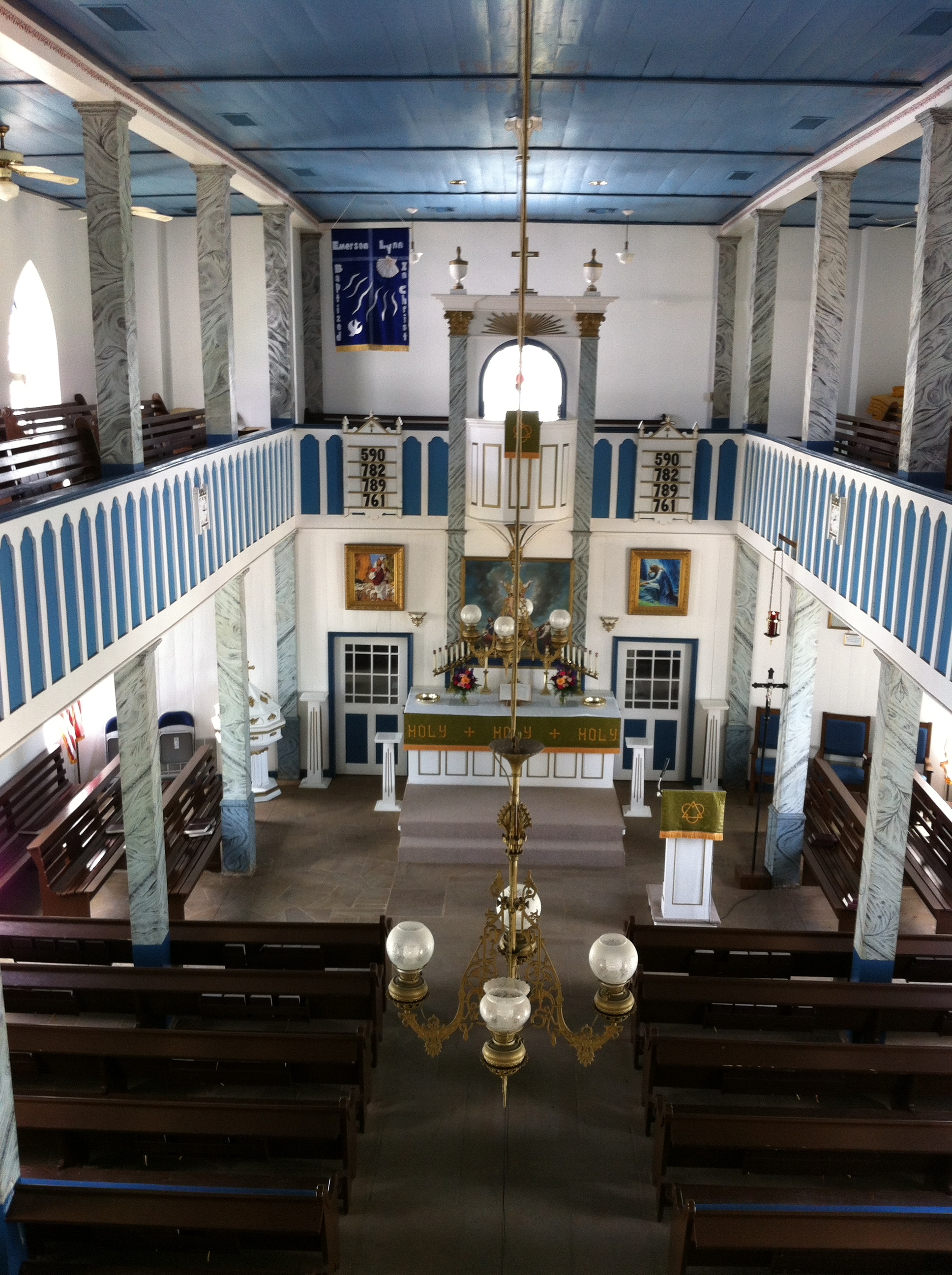
Kościół, który został zbudowany w 1869 roku.

W 1855 założyli oni w hrabstwie Lee osadę pod nazwą „Low Pin Oak Settlement”, która w 1860 zmieniła nazwę na Serbin. W 1871 w osadzie zbudowano drewniany kościół St. Paul, którego wnętrze zdobi typowa łużycka dekoracja malarska. Na wieży zawieszono dzwon przywieziony przez emigrantów z ojczyzny. Kościół był jedną z pierwszych świątyń ewangelicko-augsburskich w Teksasie i stał się centrum tego wyznania i miejscem licznych synodów.
Serbołużycka osada rozwijała się (zbudowano szkołę, powstała poczta) a jej mieszkańcy zakładali kolejne miejscowości w Teksasie, np. Winchester (hrabstwo Fayette) i Fedor (hrabstwo Lee). Następnie nastąpił stopniowy upadek Serbina. Serbołużyczanie byli postrzegani przez Teksańczyków jako kolejni emigranci niemieccy i stopniowo porzucali język łużycki dla języka angielskiego i przenosili się do miast. W 1930 Serbin miał zaledwie 60 mieszkańców. 
Obecnie jest to miejscowość zabytkowa. W dawnej szkole mieści się „Wendish Heritage Museum” (Muzeum Dziedzictwa Serbołużyckiego); istnieje cmentarz z zabytkowymi nagrobkami pierwszych mieszkańców i kilka drewnianych domów pionierów. We wrześniu odbywa się festiwal „Wendish Fest”, podczas którego kultywuje się łużyckie obyczaje ludowe (malowanie pisanek, tradycyjne tańce i potrawy). W Teksasie trwałym śladem emigracji serbołużyckiej pozostało rozpowszechnione nazwisko „Noack” (niemiecka wersja słowiańskiego „Nowak”).